# Kong Frederik VI Kyst
Kong Frederik VI Kyst är en kust i Grönland (Kungariket Danmark).   Den ligger i kommunen Sermersooq, i den södra delen av Grönland, 500 km öster om huvudstaden Nuuk.
|  |